# 2009년 일본 시리즈
2009년 일본 시리즈(일본어: 2009年の日本シリーズ, 영어: 2009 Japan Series)는 2009년 10월 31일부터 11월 7일까지 열린 일본 프로 야구의 일본 시리즈 경기이며, 시리즈로서는 도입한 지 60년이 되는 제60회 기념 대회이다. 센트럴 리그 클라이맥스 시리즈 우승 팀인 요미우리 자이언츠가 총 6차례의 접전을 펼친 끝에 퍼시픽 리그 클라이맥스 시리즈 우승팀 홋카이도 닛폰햄 파이터스를 누르고 4승 2패의 성적을 기록, 2002년 이후 7년 만에 21번째 우승을 차지했다.

## 개요
요미우리와 닛폰햄의 맞대결은 1981년 이후 28년 만에 두 번째다. 닛폰햄은 도쿄 돔을 연고지로 하고 있던 1988년부터 2003년 사이에 일본 시리즈에 단 한 번도 진출하지 않았기 때문에 금년도 일본 시리즈 3차전에서 원정팀으로서의 출전이긴 하지만 구단 역사상 최초로 도쿄 돔에서의 일본 시리즈를 개최하게 됐다.
이 해의 일본 시리즈에 한해서 신종 인플루엔자 감염에 대한 특례 조치로 출전 자격자의 인원 제한(40명)을 없앴다. 단, 벤치에 들어갈 수 있는 인원(25명)은 변하지 않았다.
입장료 수입은 12억 8,169만 6,000엔이며 선수에게의 분배금은 요미우리가 1억 1,931만 8,601엔(분배금으로서는 과거 최고), 닛폰햄은 7,954만 5,734엔이다. 구단으로의 분배금은 양 구단 모두 2억 8,083만 6,134엔이었다.
‘퍼시픽 리그 구단은 소띠해에 열리는 일본 시리즈에서 우승할 수 없고 프로 야구 최강 자리에 오를 수 없다’는 징크스가 계속 이어지게 됐다.

## 감독
| 소속 리그   | 소속                     | 감독            |
| ----------- | ------------------------ | --------------- |
| 센트럴 리그 | 요미우리 자이언츠        | 하라 다쓰노리   |
| 퍼시픽 리그 | 홋카이도 닛폰햄 파이터스 | 나시다 마사타카 |

## 개최 구장
| 요미우리 자이언츠   | 홋카이도 닛폰햄 파이터스 |
| ------------------- | ------------------------ |
| 도쿄 돔             | 삿포로 돔                |
| 수용 인원: 46,000명 | 수용 인원: 41,138명      |
|                     |                          |
| 도쿄 돔삿포로 돔    |                          |

## 클라이맥스 시리즈경기 결과
|  | 클라이맥스 시리즈 1st              | 클라이맥스 시리즈 1st |                                                  |       | 클라이맥스 시리즈 2nd         | 클라이맥스 시리즈 2nd |                                      |        | 일본 시리즈 | 일본 시리즈 |
|  |                                    |                       |                                                  |       |                               |                       |                                      |        |             |             |
|  |                                    |                       |                                                  |       |                               |                       |                                      |        |             |             |
|  |                                    |                       |                                                  |       |                               |                       |                                      |        |             |             |
|  |                                    |                       |                                                  |       |                               |                       |                                      |        |             |             |
|  |                                    |                       | (6전 4선승제〈어드밴티지 1승을 포함〉) 도쿄 돔   |       |                               |                       |                                      |        |             |             |
|  |                                    |                       |                                                  |       |                               |                       |                                      |        |             |             |
|  | 요미우리 자이언츠(CL 우승)         | ☆●○○○                 |                                                  |       |                               |                       |                                      |        |             |             |
|  | 요미우리 자이언츠(CL 우승)         | ☆●○○○                 | (3전 2선승제) 나고야 돔                          |       |                               |                       |                                      |        |             |             |
|  |                                    |                       | 주니치 드래건스                                  | ★○●●● |                               |                       |                                      |        |             |             |
|  | 주니치 드래건스(CL 2위)            | ●○○                   | 주니치 드래건스                                  | ★○●●● |                               |                       |                                      |        |             |             |
|  | 주니치 드래건스(CL 2위)            | ●○○                   | (7전 4선승제) 삿포로 돔 도쿄 돔                  |       |                               |                       |                                      |        |             |             |
|  | 도쿄 야쿠르트 스왈로스(CL 3위)     | ○●●                   |                                                  |       |                               |                       |                                      |        |             |             |
|  | 도쿄 야쿠르트 스왈로스(CL 3위)     | ○●●                   |                                                  |       | 요미우리 자이언츠(CL CS 우승) | ○●○●○○                |                                      |        |             |             |
|  |                                    |                       |                                                  |       | 요미우리 자이언츠(CL CS 우승) | ○●○●○○                |                                      |        |             |             |
|  |                                    |                       |                                                  |       |                               |                       | 홋카이도 닛폰햄 파이터스(PL CS 우승) | ●○●○●● |             |             |
|  |                                    |                       |                                                  |       |                               |                       | 홋카이도 닛폰햄 파이터스(PL CS 우승) | ●○●○●● |             |             |
|  |                                    |                       | (6전 4선승제〈어드밴티지 1승을 포함〉) 삿포로 돔 |       |                               |                       |                                      |        |             |             |
|  |                                    |                       |                                                  |       |                               |                       |                                      |        |             |             |
|  | 홋카이도 닛폰햄 파이터스(PL 우승)  | ☆○○●○                 |                                                  |       |                               |                       |                                      |        |             |             |
|  | 홋카이도 닛폰햄 파이터스(PL 우승)  | ☆○○●○                 | (3전 2선승제) K스타 미야기                       |       |                               |                       |                                      |        |             |             |
|  |                                    |                       | 도호쿠 라쿠텐 골든이글스                         | ★●●○● |                               |                       |                                      |        |             |             |
|  | 도호쿠 라쿠텐 골든이글스(PL 2위)   | ○○                    | 도호쿠 라쿠텐 골든이글스                         | ★●●○● |                               |                       |                                      |        |             |             |
|  | 도호쿠 라쿠텐 골든이글스(PL 2위)   | ○○                    |                                                  |       |                               |                       |                                      |        |             |             |
|  | 후쿠오카 소프트뱅크 호크스(PL 3위) | ●●                    |                                                  |       |                               |                       |                                      |        |             |             |
|  | 후쿠오카 소프트뱅크 호크스(PL 3위) | ●●                    |                                                  |       |                               |                       |                                      |        |             |             |

☆·★=클라이맥스 시리즈·2nd의 어드밴티지 1승 1패분

## 경기 일정
- 1차전 : 10월 31일
- 2차전 : 11월 1일
- 3차전 : 11월 3일
- 4차전 : 11월 4일
- 5차전 : 11월 5일
- 6차전 : 11월 7일

## 경기 기록
| 일시                                     | 경기   | 원정팀(선공)             | 스코어 | 홈팀(후공)               | 개최 구장 | 개시 시각 | 경기 시간  | 관중수   |
| ---------------------------------------- | ------ | ------------------------ | ------ | ------------------------ | --------- | --------- | ---------- | -------- |
| 10월 31일(토)                            | 1차전  | 요미우리 자이언츠        | 4 - 3  | 홋카이도 닛폰햄 파이터스 | 삿포로 돔 | 18시 15분 | 3시간 18분 | 40,650명 |
| 11월 1일(일)                             | 2차전  | 요미우리 자이언츠        | 2 - 4  | 홋카이도 닛폰햄 파이터스 | 삿포로 돔 | 18시 16분 | 2시간 52분 | 40,718명 |
| 11월 2일(월)                             | 이동일 | 이동일                   | 이동일 | 이동일                   | 이동일    | 이동일    | 이동일     | 이동일   |
| 11월 3일(화)                             | 3차전  | 홋카이도 닛폰햄 파이터스 | 4 - 7  | 요미우리 자이언츠        | 도쿄 돔   | 18시 00분 | 3시간 11분 | 45,150명 |
| 11월 4일(수)                             | 4차전  | 홋카이도 닛폰햄 파이터스 | 8 - 4  | 요미우리 자이언츠        | 도쿄 돔   | 18시 00분 | 3시간 38분 | 45,133명 |
| 11월 5일(목)                             | 5차전  | 홋카이도 닛폰햄 파이터스 | 2 - 3  | 요미우리 자이언츠        | 도쿄 돔   | 18시 00분 | 2시간 57분 | 45,160명 |
| 11월 6일(금)                             | 이동일 | 이동일                   | 이동일 | 이동일                   | 이동일    | 이동일    | 이동일     | 이동일   |
| 11월 7일(토)                             | 6차전  | 요미우리 자이언츠        | 2 - 0  | 홋카이도 닛폰햄 파이터스 | 삿포로 돔 | 18시 16분 | 3시간 2분  | 40,714명 |
| 우승: 요미우리 자이언츠(7년 만에 21번째) |        |                          |        |                          |           |           |            |          |

## 일본 시리즈 경기 결과

### 1차전
- 10월 31일 - 삿포로 돔

| 팀 | 1 | 2 | 3 | 4 | 5 | 6 | 7 | 8 | 9 | R | H  | E |
| 요미우리 | 0 | 1 | 0 | 0 | 2 | 0 | 1 | 0 | 0 | 4 | 8  | 0 |
| 닛폰햄 | 0 | 1 | 0 | 0 | 0 | 1 | 0 | 0 | 1 | 3 | 12 | 0 |
| 승리 투수: 디키 곤잘레스(1-0) 패전 투수: 다케다 마사루(0-1) 세이브: 마크 크룬(1S) 홈런: 요미우리 – 다니 요시토모(2회 1점) 닛폰햄 – 터멜 슬레지(2회 1점) |   |   |   |   |   |   |   |   |   |   |    |   |

### 2차전
- 11월 1일 - 삿포로 돔

| 팀 | 1 | 2 | 3 | 4 | 5 | 6 | 7 | 8 | 9 | R | H  | E |
| 요미우리 | 0 | 0 | 0 | 2 | 0 | 0 | 0 | 0 | 0 | 2 | 8  | 0 |
| 닛폰햄 | 0 | 0 | 4 | 0 | 0 | 0 | 0 | 0 | X | 4 | 12 | 0 |
| 승리 투수: 다르빗슈 유(1-0) 패전 투수: 우쓰미 데쓰야(0-1) 세이브: 다케다 히사시(1S) 홈런: 요미우리 – 가메이 요시유키(4회 2점) 닛폰햄 – 이나바 아쓰노리(3회 1점) |   |   |   |   |   |   |   |   |   |   |    |   |

### 3차전
- 11월 3일 - 도쿄 돔

| 팀 | 1 | 2 | 3 | 4 | 5 | 6 | 7 | 8 | 9 | R | H | E |
| 닛폰햄 | 1 | 1 | 0 | 0 | 1 | 0 | 0 | 1 | 0 | 4 | 4 | 0 |
| 요미우리 | 0 | 2 | 1 | 0 | 2 | 0 | 0 | 2 | X | 7 | 8 | 3 |
| 승리 투수: 위르핀 오비스포(1-0) 패전 투수: 이토카즈 게이사쿠(0-1) 세이브: 마크 크룬(2S) 홈런: 닛폰햄 – 이나바 아쓰노리(1회 1점), 고야노 에이이치(2회 1점), 다나카 겐스케(5회 1점) 요미우리 – 이승엽(2회 1점), 아베 신노스케(2회 1점), 오가사와라 미치히로(3회 1점) |   |   |   |   |   |   |   |   |   |   |   |   |

### 4차전
- 11월 4일 - 도쿄 돔

| 팀 | 1 | 2 | 3 | 4 | 5 | 6 | 7 | 8 | 9 | R | H  | E |
| 닛폰햄 | 0 | 0 | 4 | 0 | 1 | 0 | 1 | 2 | 0 | 8 | 11 | 1 |
| 요미우리 | 0 | 0 | 1 | 0 | 0 | 0 | 0 | 3 | 0 | 4 | 13 | 0 |
| 승리 투수: 야기 도모야(1-0) 패전 투수: 다카하시 히사노리(0-1) 홈런: 닛폰햄 – 다카하시 신지(5회 1점) 요미우리 – 알렉스 라미레스(8회 3점) |   |   |   |   |   |   |   |   |   |   |    |   |

### 5차전
- 11월 5일 - 도쿄 돔

| 팀 | 1 | 2 | 3 | 4 | 5 | 6 | 7 | 8 | 9  | R | H | E |
| 닛폰햄 | 0 | 1 | 0 | 0 | 0 | 0 | 0 | 0 | 1  | 2 | 4 | 1 |
| 요미우리 | 0 | 0 | 0 | 0 | 0 | 0 | 0 | 1 | 2X | 3 | 7 | 2 |
| 승리 투수: 야마구치 데쓰야(1-0) 패전 투수: 다케다 히사시(0-1) 홈런: 닛폰햄 – 다카하시 신지(9회 1점) 요미우리 – 가메이 요시유키(9회 1점), 아베 신노스케(9회 1점) |   |   |   |   |   |   |   |   |    |   |   |   |

### 6차전
- 11월 7일 - 삿포로 돔

| 팀                                                                                | 1 | 2 | 3 | 4 | 5 | 6 | 7 | 8 | 9 | R | H  | E |
| 요미우리                                                                          | 0 | 1 | 0 | 0 | 0 | 1 | 0 | 0 | 0 | 2 | 6  | 0 |
| 닛폰햄                                                                            | 0 | 0 | 0 | 0 | 0 | 0 | 0 | 0 | 0 | 0 | 11 | 1 |
| 승리 투수: 우쓰미 데쓰야(1-1) 패전 투수: 다케다 마사루(0-2) 세이브: 마크 크룬(3S) |   |   |   |   |   |   |   |   |   |   |    |   |

## 수상 선수
- MVP : 아베 신노스케(요미우리)

포수로서의 MVP 수상은 2001년 후루타 아쓰야(야쿠르트) 이후 8년 만에 역대 네 명째(5번째)
- 감투상 : 다카하시 신지(닛폰햄)
- 우수 선수상 : 디키 곤잘레스(요미우리)
- 우수 선수상 : 가메이 요시유키(요미우리)
- 우수 선수상 : 고야노 에이이치(닛폰햄) ※패전팀 퍼시픽 리그 구단 선수의 수상은 쓰지 하쓰히코 이후 15년 만에 다섯 번째

## 같이 보기
- 2009년 퍼시픽 리그 클라이맥스 시리즈
- 2009년 센트럴 리그 클라이맥스 시리즈
- 1981년 일본 시리즈
- 2012년 일본 시리즈
- 한일 클럽 챔피언십